# Gualberto Villarroel López

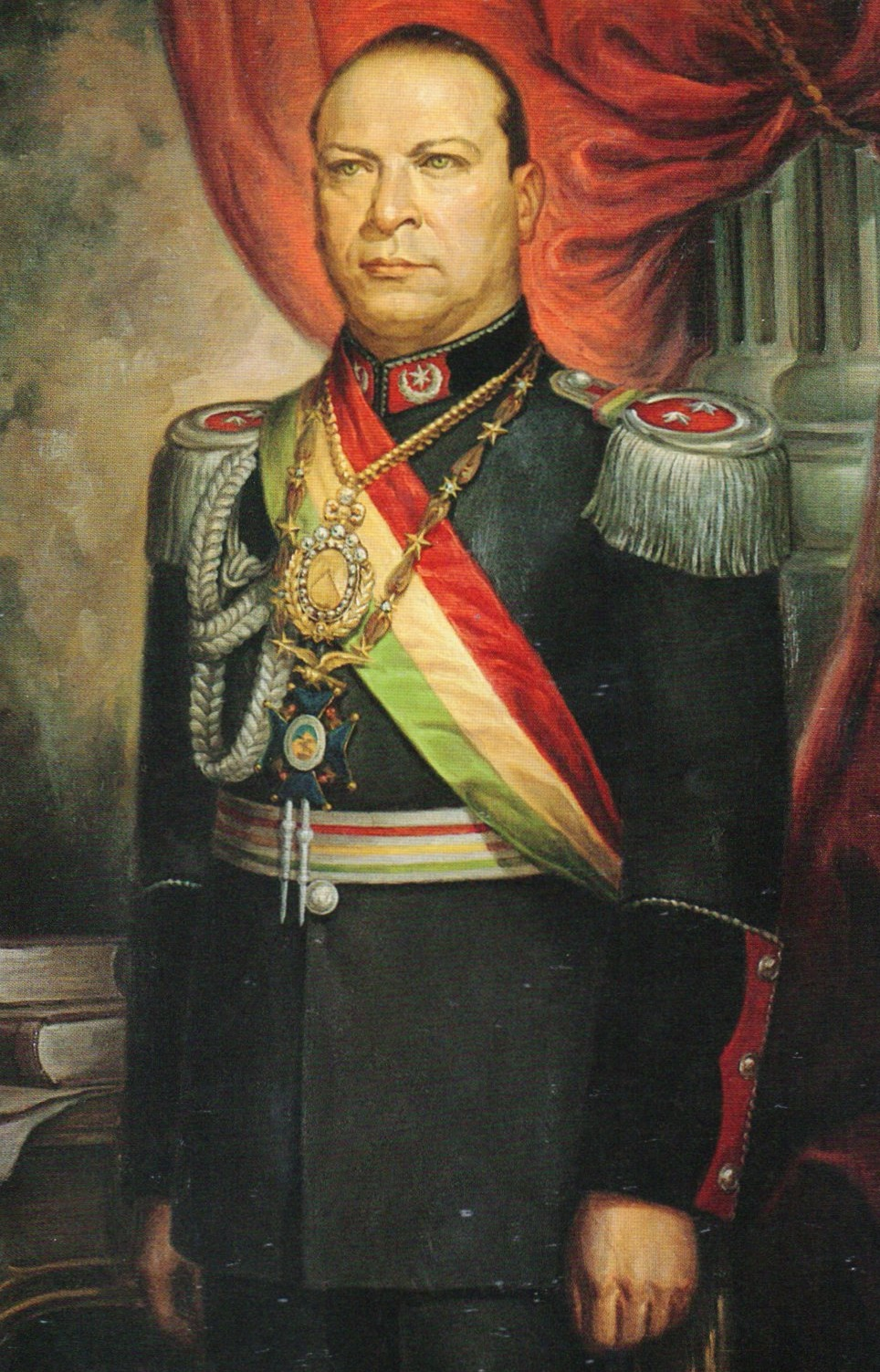
Gualberto Villarroel López (1954)

Gualberto Villarroel López (* 15. Dezember 1908 in Villa Rivero, Departamento Cochabamba; † 21. Juli 1946 in La Paz) war der 49. Präsident von Bolivien. Seine Amtszeit währte vom 20. Dezember 1943 bis zum 21. Juli 1946.

## Leben und Wirken
Villarroel wurde in einem Landhaus in Villa Rivero, Cochabamba, geboren. 1925 trat er in das Militär ein. Er nahm am Chacokrieg (1932–1935) gegen Paraguay teil. Im Dezember 1943 war er an einem Staatsstreich gegen den Präsidenten Enrique Peñaranda del Castillo beteiligt. Nach der Machtübernahme am 20. Dezember 1943 wurde Villarroel bis zum 5. April 1944 zunächst Präsident der Regierungsjunta, später bis zum 6. August 1944 provisorischer Präsident. Danach übernahm er offiziell das Amt des Präsidenten Boliviens. Während seiner Amtszeit kam es zu weitreichenden Reformen, wie zum Beispiel der amtlichen Anerkennung der Gewerkschaften.
Am 21. Juli 1946 nahmen regierungsfeindliche Massen Kurs auf die Plaza Murillo, an der der Palacio Quemado, der Regierungssitz, liegt, und belagerten diesen. Innerhalb des Palastes verkündete Villarroel seine Abdankung. Die Massen aber stürmten das Gebäude und Villarroel wurde ermordet. Seine Leiche wurde von einem Balkon geworfen und an einem Laternenpfahl gegenüber dem Palast aufgehängt. 
Nach diesem Staatsstreich gewannen die konservativen Gegner Villarroels die Kontrolle über die Regierung wieder und behielten sie bis zum 9. April 1952, dem Beginn der Revolution. Villarroel („EL Presidente Colgado“) wird seitdem von der Mehrheit der bolivianischen Bevölkerung als Märtyrer und Held angesehen.

## Sonstiges
Benannt nach Gualberto Villarroel López wurden unter anderem:
- Puerto Villarroel, ein Ort im Departamento Cochabamba
- Provinz Gualberto Villarroel im Departamento La Paz
- der Sportverein Club Gualberto Villarroel Deportivo San José